# 大嶌一平
大嶌 一平（おおしま いっぺい、1995年8月22日 - ）は、ジャパンラグビーリーグワンヤクルトレビンズ戸田に所属するラグビー選手。

## プロフィール
- 大阪府出身[1]。
- ポジションはスクラムハーフ(SH)。
- 身長 172 cm、体重 78 kg
- ニックネームはいっぺい

## 略歴
5歳からラグビーを始めた。
常翔学園高校、名城大学を経て、2018年、三菱重工相模原ダイナボアーズに加入。
2020年1月12日にジャパンラグビートップリーグ第1節NTTドコモレッドハリケーンズ戦に途中出場で公式戦初出場を果たす。
2022-23シーズン限りで三菱重工相模原ダイナボアーズを退団。
2023年11月、クボタスピアーズ船橋・東京ベイに加入。なお同チームのSH陣に故障者が続いたことによる緊急オファーだった。
2024年7月、ヤクルトレビンズ戸田に加入。